# Kodoridalen

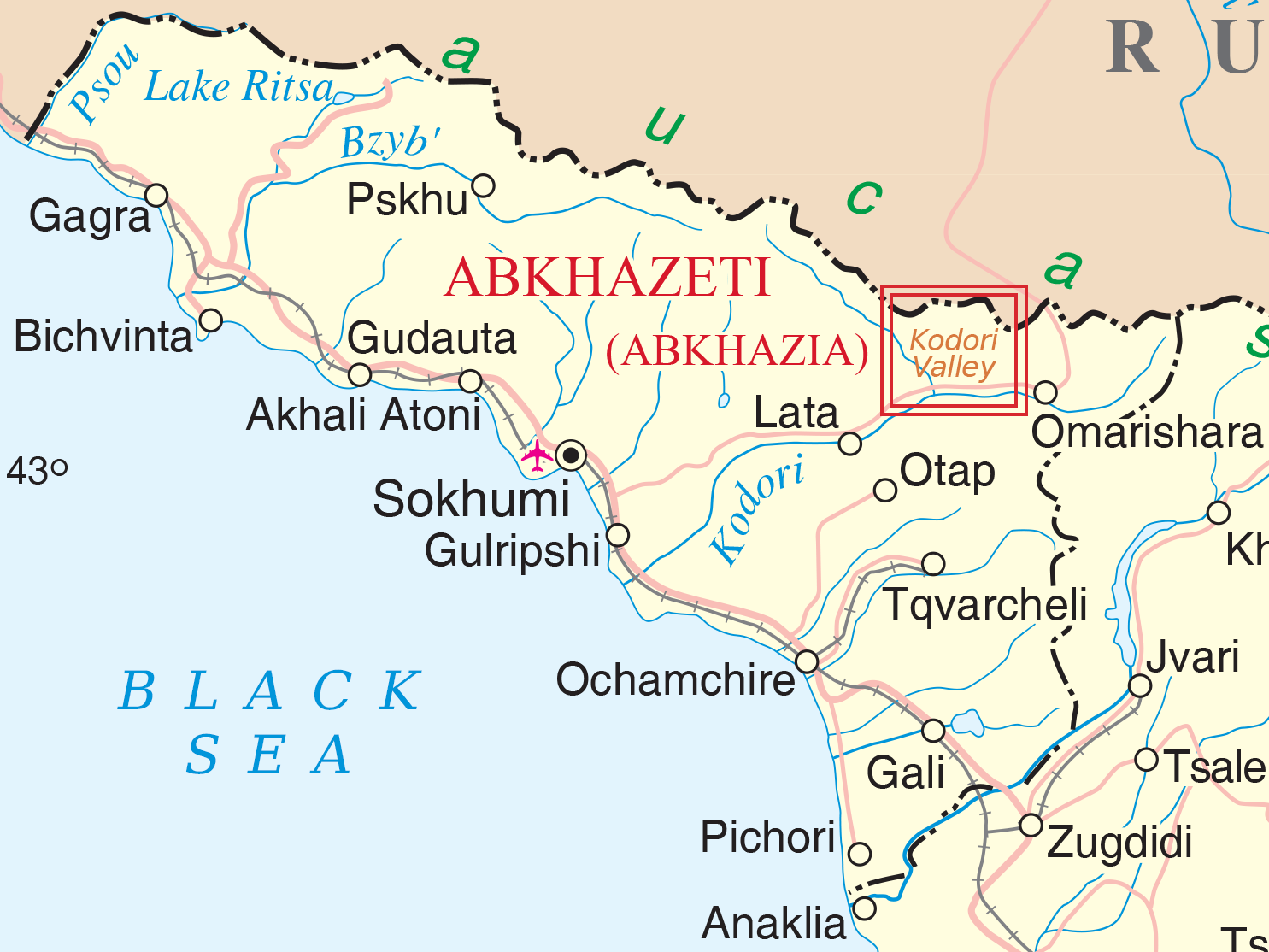
Karta över Abchazien med Kodoridalen markerad

Kodoridalen (georgiska: კოდორის ხეობა, Kodoris cheoba) är en floddal i den autonoma republiken Abchazien i nordvästra Georgien. Den översta delen av dalen fungerar som gräns mellan republiken Abchazien och det övriga Georgien. Den övre delen av dalen utgör distriktet Övre Abchazien, som kontrollerades av den georgiska delrepubliksregeringen fram till augusti 2008.
Dalen utgör de övre delarna av floden Kodoris lopp på mellan 1 300 och 3 984 meter över havet. Med en höjd på mellan 1 300 och 3 984 meter täcker området flera typer av landskap. Klimatet är subalpint och fuktigt. Inom loppet av ett år kommer det normalt 1 600 till över 2 000 mm nederbörd. Medeltemperaturen varierar från omkring -3 °C i januari till 14 °C i juli. 
Flera orter är belägna i dalen, däribland Sjchara, Omarisjara, Zemo Azjara, Kvemo Azjara, Lata och Tjchalta.
Svanerna, en undergrupp av georgierna, utgör majoriteten av befolkningen i området.